# Швиндел, Фрэнк
Фрэнк Джей Швиндел (англ. Frank J. Schwindel, 29 июня 1992, Ливингстон, Нью-Джерси) — американский бейсболист, игрок первой базы клуба Главной лиги бейсбола «Чикаго Кабс».

## Биография
Фрэнк Швиндел родился 29 июня 1992 года в Ливингстоне. Один из двух детей в семье Фрэнка и Барбары Швиндел. Он окончил старшую школу Ливингстона, играл за её бейсбольную команду, был капитаном. После окончания школы он поступил в университет Сент-Джонс, обучался по специальности «менеджмент в спорте». В составе университетской бейсбольной команды Швиндел провёл три сезона, играл на позициях игрока первой базы и кэтчера.
На драфте Главной лиги бейсбола 2013 года его в восемнадцатом раунде выбрал клуб «Канзас-Сити Роялс». Профессиональную карьеру Швиндел начал в составе «Айдахо-Фолс Чукарс» в Лиге пионеров. Он сыграл за команду в 64 матчах, выходил на поле на первой базе, кэтчером и назначенным бьющим. По итогам сезона 2013 года его показатель отбивания составил 30,0 %, он выбил шесть хоум-ранов и набрал 42 RBI. В командах фарм-системы «Роялс» он выступал до 2018 года, продвинувшись до уровня AAA-лиги. В 2018 году его включили в сборную звёзд Лиги Тихоокеанского побережья.
Весной 2019 года Швиндел получил приглашение на предсезонные сборы основного состава «Роялс» и сумел пробиться в состав. В День открытия сезона он дебютировал в Главной лиге бейсбола. До 11 апреля он сыграл в шести матчах, отбивая с показателем 6,7 %. Затем Швиндела перевели в фарм-клуб «Омаха Сторм Чейзерс». Шестого мая клуб выставил его на драфт отказов, а затем отчислил. Первого июня он подписал контракт игрока младшей лиги с «Детройтом», продолжив карьеру в младших лигах. Сезон 2020 года Швиндел пропустил полностью после отмены турнира младших лиг из-за пандемии COVID-19. Перед началом регулярного чемпионата 2021 года он подписал контракт игрока младшей лиги с «Оклендом» и был приглашён на весенние сборы команды.
В первой части сезона 2021 года Швиндел сыграл 45 матчей на уровне AAA-лиги за «Лас-Вегас Эйвиэйторс». Летом он выходил на поле в восьми матчах «Окленда», его показатель отбивания в этих играх составил 15,0 %. В июле клуб выставил его на драфт отказов, чтобы освободить место для восстановившегося после травмы Митча Морленда. С драфта отказов Швиндела забрали «Чикаго Кабс». В основной состав «Кабс» он был переведён в конце июля, после обмена Энтони Риццо в «Нью-Йорк Янкис». С момента дебюта за команду до начала сентября его показатель отбивания составил 34,3 %, он стал одним из самых эффективных игроков нападения в лиге. По итогам августа он был признан лучшим новичком Национальной лиги. В сентябре он отбивал с эффективностью 34,4 %, получив награду лучшему новичку месяца второй раз подряд.